# Pfossental
Das Pfossental liegt in den Ötztaler Alpen südlich des Alpenhauptkamms und somit in Südtirol, dem nördlichsten Teil von Italien. Es erstreckt sich vom Eisjöchl in 2895 m bis zum Schnalstal auf 1150 m s.l.m. über eine Länge von gut zwölf Kilometern. Das Pfossental befindet sich zur Gänze im Naturpark Texelgruppe.

## Gewässer
Die Talsohle bildet die Grenze zwischen dem Schnalskamm und der Texelgruppe. Sie wird vom Pfossenbach zunächst in westlicher Richtung durchflossen, von rechts münden Gfasser- und Grafbach, bevor das Wasser in südlicher Richtung dem Schnalser Bach zustrebt.

## Siedlungen
Im Pfossental gibt es keine Dörfer, sondern nur einige Höfe, darunter der bis 1897 ganzjährig bewohnte Eishof. Mit einer Höhe von 2076 m s.l.m. galt er als höchstgelegene Dauersiedlung der Ostalpen. Heute wird er nur noch als Alm und Unterkunftshaus genutzt.
Auch die ehemaligen Höfe Mitterkaser, Rableid und der Gamplhof werden heute nur noch zur Almwirtschaft und im Fall der beiden erstgenannten Höfe als Gasthaus genutzt. Der höchstgelegene, heute noch ganzjährig bewohnte Hof ist der Vorderkaser (Jägerrast) am Endpunkt der für den allgemeinen Verkehr freigegebenen Fahrstraße.

## Touristisches
Durch das Pfossental verläuft der Meraner Höhenweg. Talauswärts führt er nach Katharinaberg, taleinwärts bis zum Talschluss mit dem Übergang ins Pfelderer Tal, dem Eisjöchl (2895 m s.l.m.) und der dort gelegenen Stettiner Hütte.

## Angrenzende Berge
Optisch dominiert in der oberen Hälfte des Pfossentals die Hohe Weiße über dem Talschluss. Vom Talboden überwiegend nicht direkt sichtbar sind die Dreitausender  des unmittelbar nördlich angrenzenden, zum Alpenhauptkamm zählenden Schnalskamms: Hohe Wilde, Bankkogel, Falschunggspitze, Karlesspitze, Fanatspitze, Rötenspitze, Pfasserspitze, Hintere Schwärze und die Marzellspitzen.

## Gurgler Eisjoch
Bis 1962 wurden Südtiroler Schafe vom Pfossental über das  Gurgler Eisjoch (3151 m ü. A.) und dann den Gurgler Ferner zu ihren Sommerweiden im hinteren Gurgler Tal getrieben, im Frühsommer hin und im Spätsommer auf der gleichen Route zurück.
2003 wurde bei Vermessungsarbeiten am Gurgler Eishoch ein vorgeschichtlicher, wahrscheinlich als Schneeschuh genutzter Schneereifen aus Birkenholz gefunden. Mit der Radiokarbondatierung konnte auf eine Entstehungszeit von etwas vor 3.700 v. Chr. geschlossen werden, also einige Jahrhunderte vor Ötzi, dessen Fundort nur wenige Kilometer entfernt liegt. Da der Fund von 2003 erst ab 2015 untersucht wurde, erfolgte eine archäologische Feldforschung am Gurgler Eisjoch erst 2016. Dabei wurden Teile eines spätmittelalterlichen Schlittens aus dem 15. Jahrhundert gefunden.

## Bilder

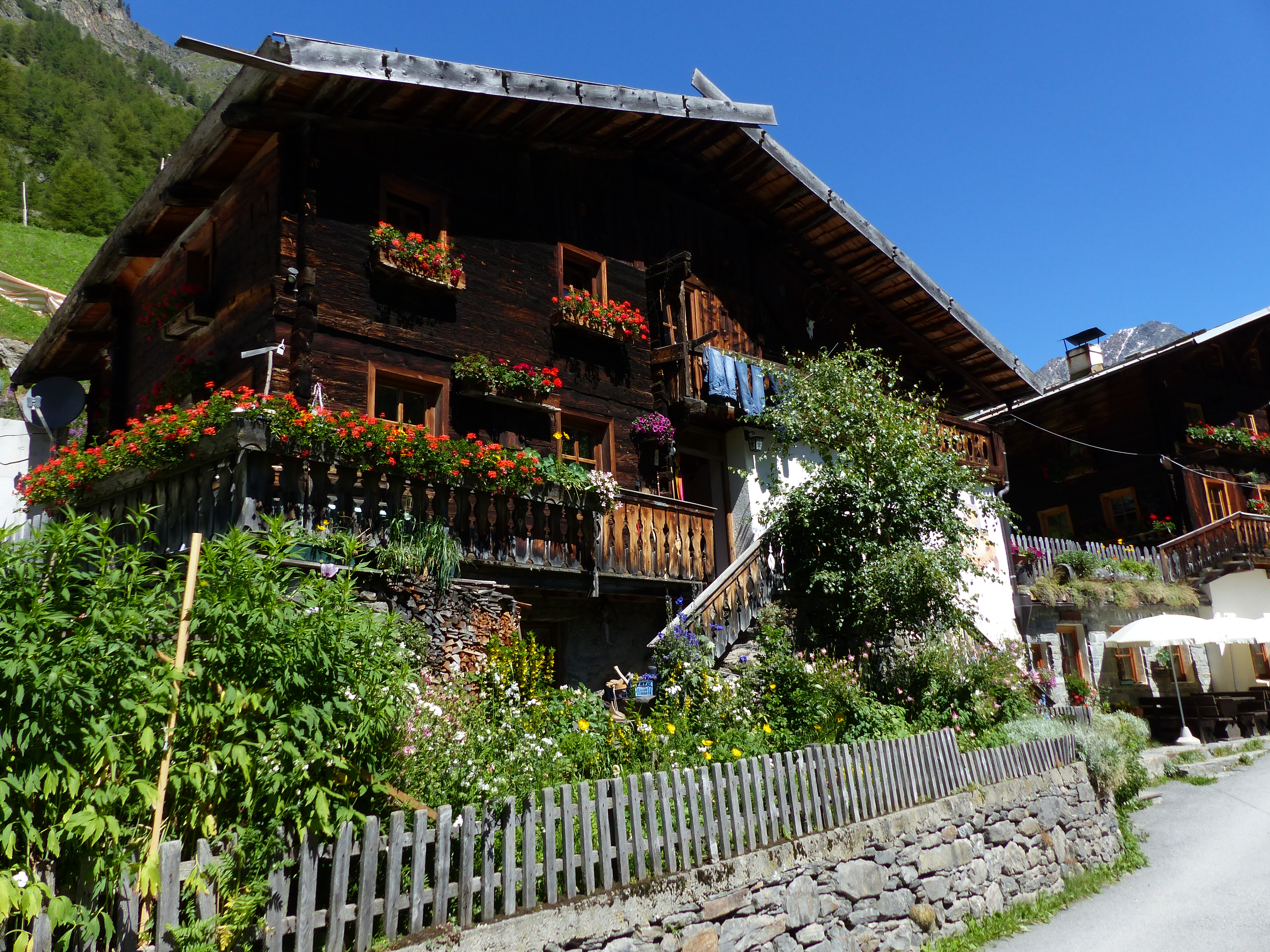
Vorderkaser
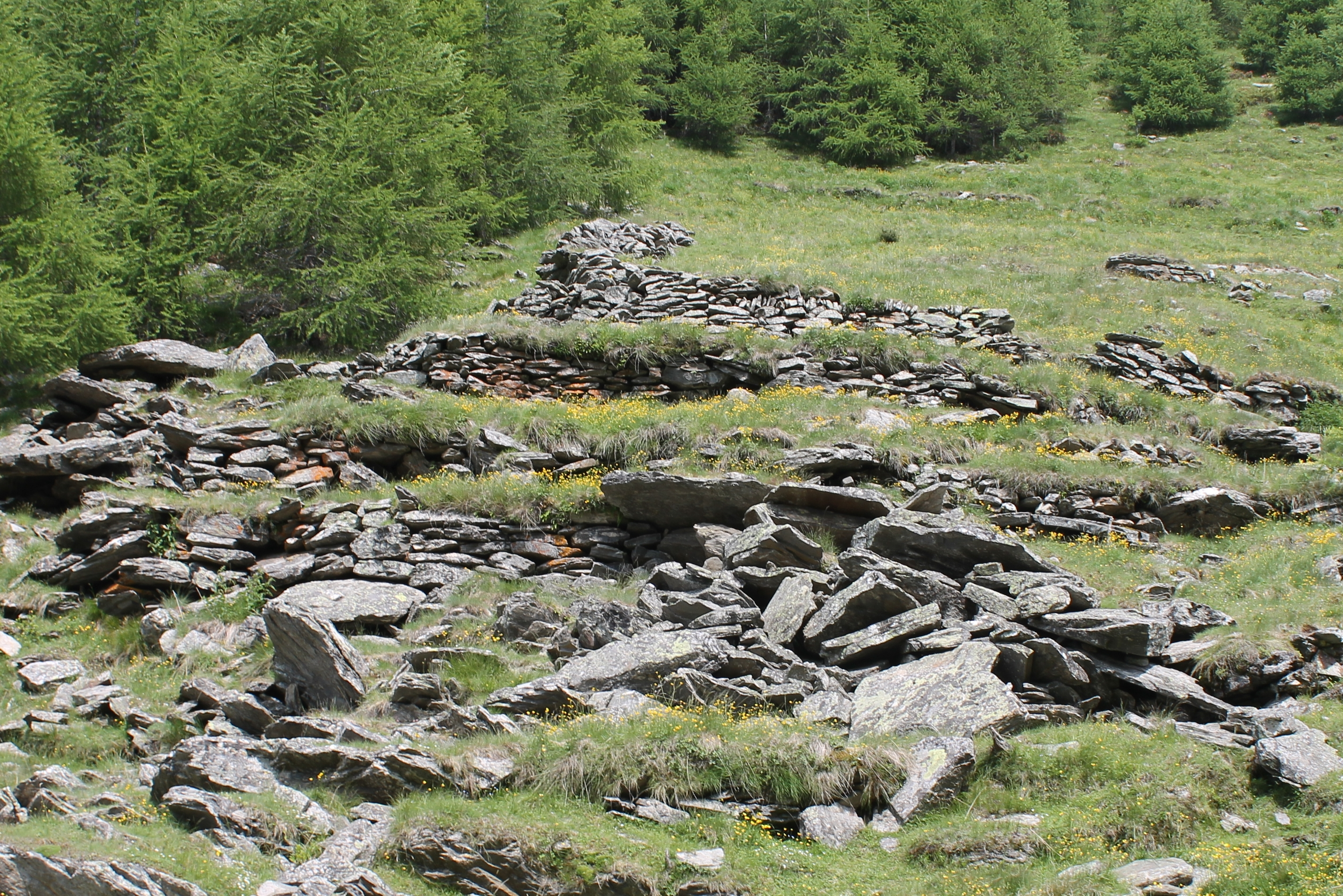
Ehemalige Terrassen für Feldwirtschaft unterhalb des Mitterkasers
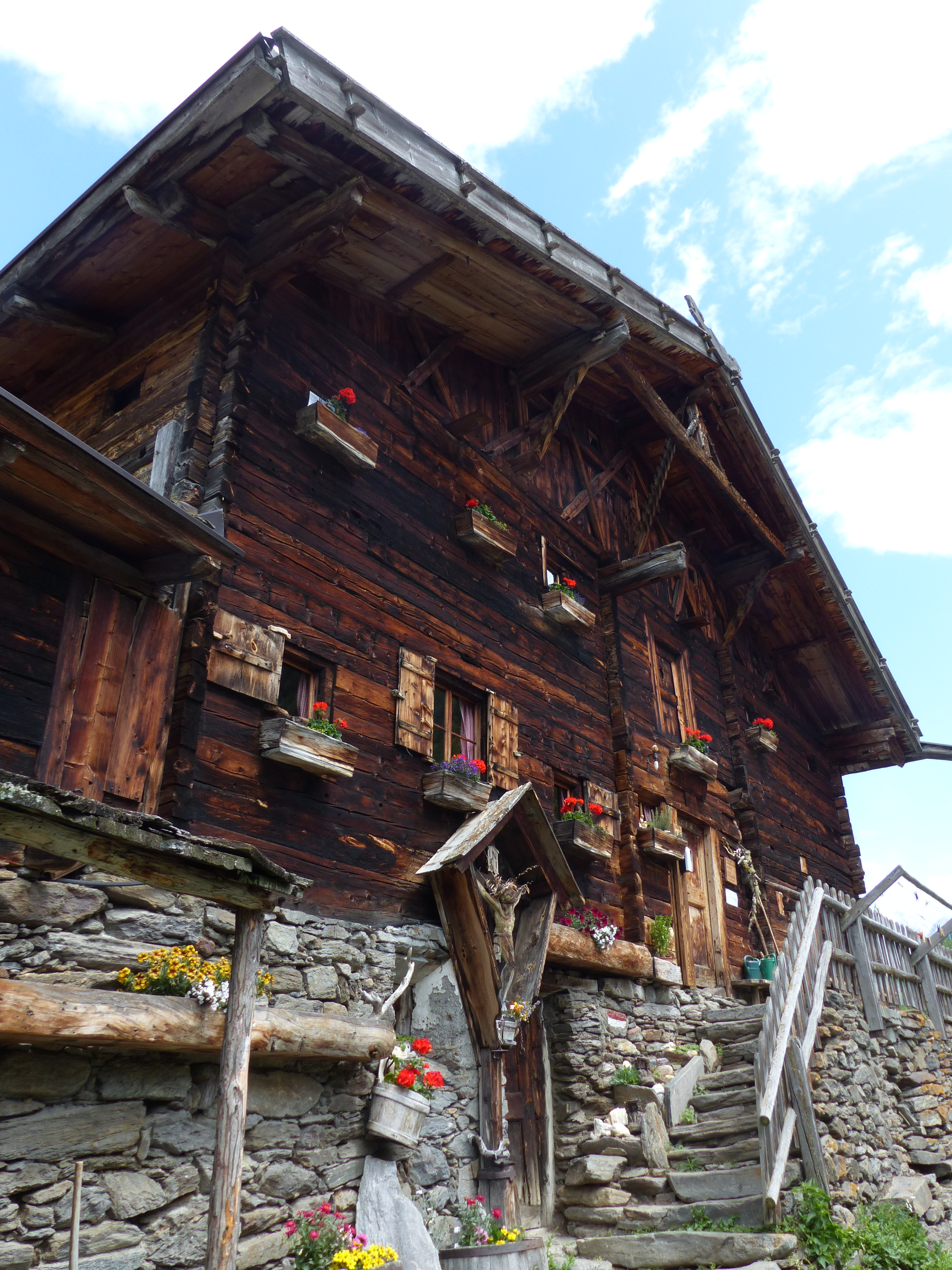
Mitterkaser
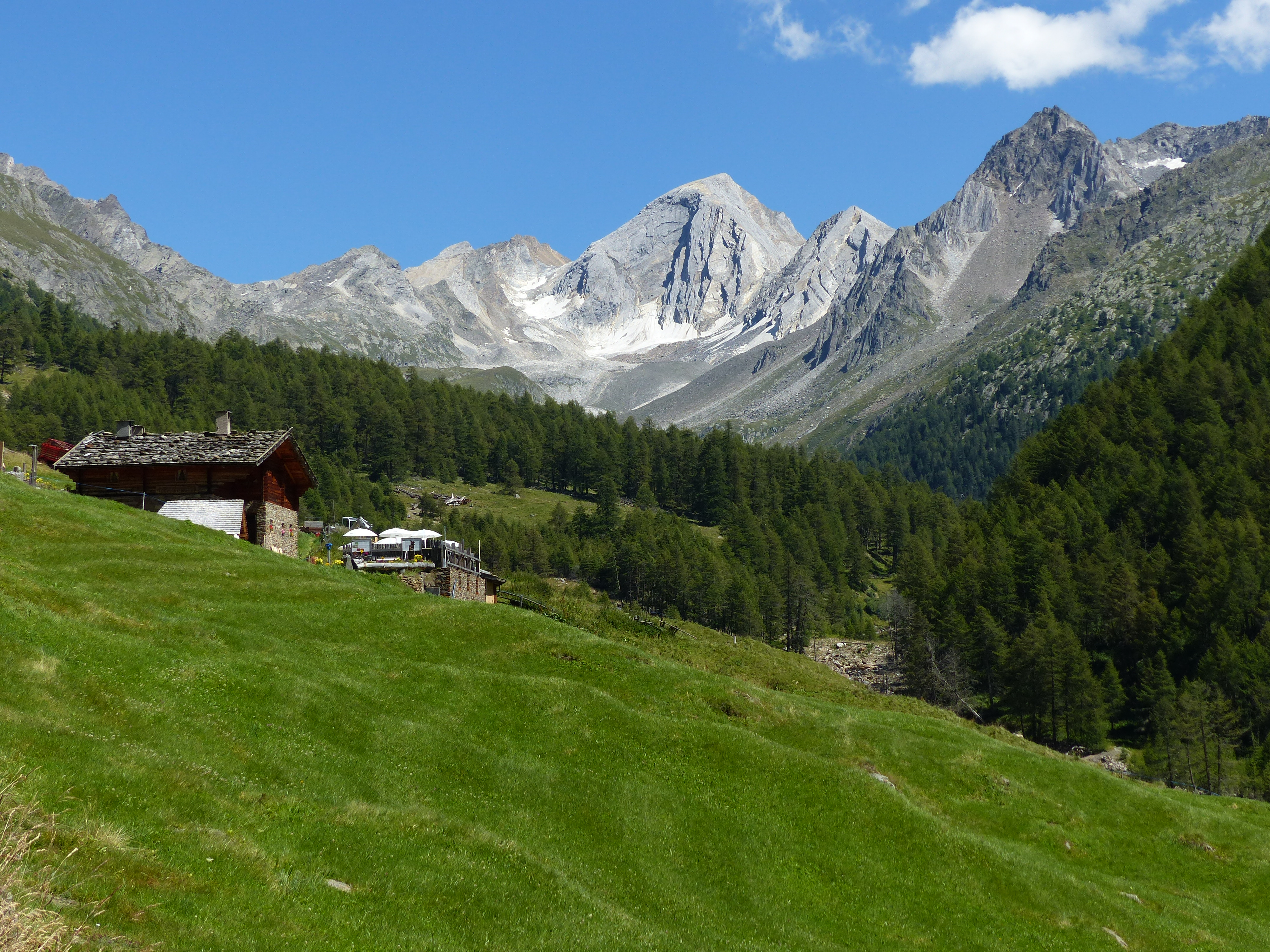
Rableidalm mit Hoher Weiße
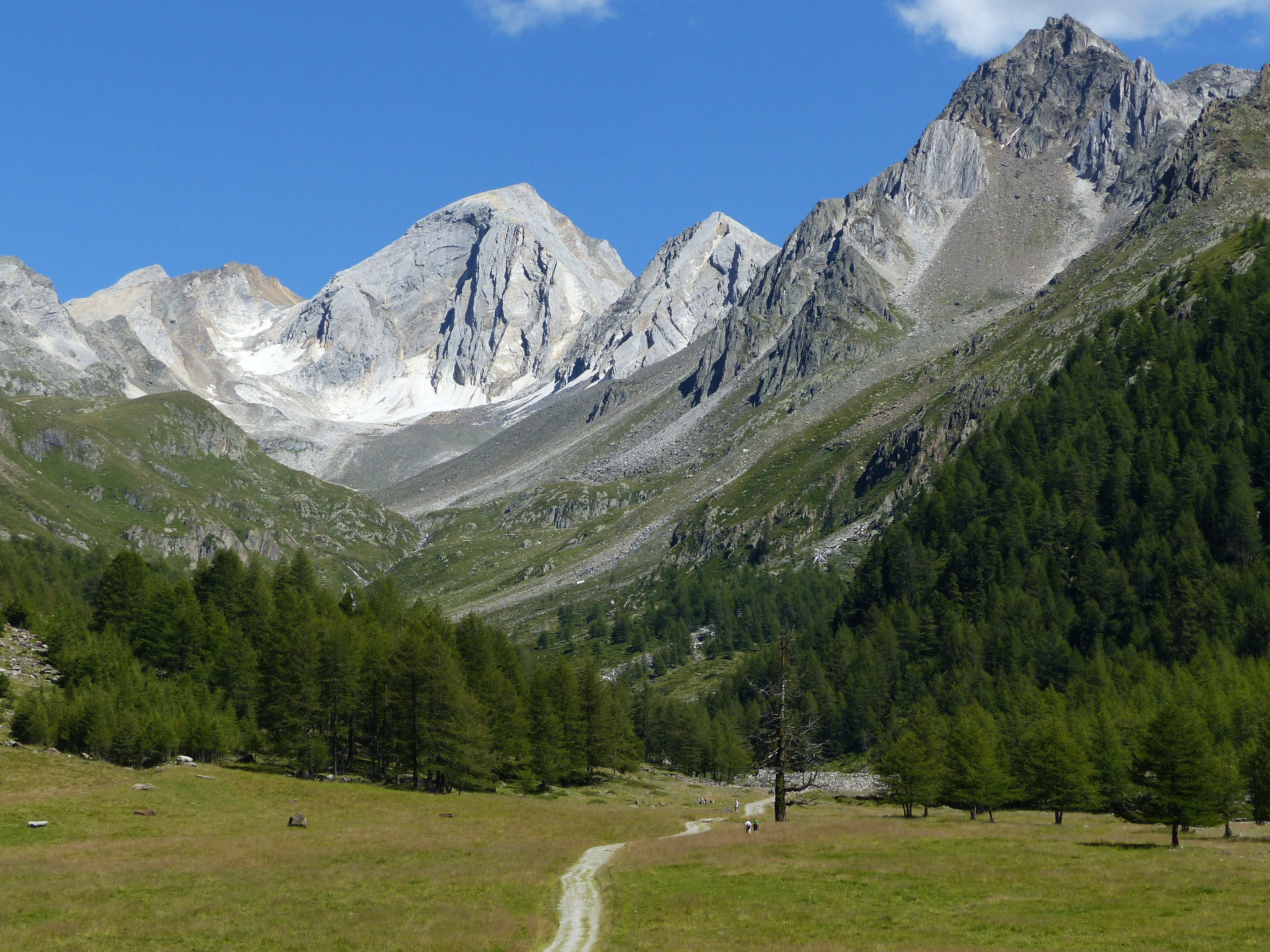
Blick vom Eishof zum Talschluss: Hohe Weiße, rechts davon die Kleine Weiße